# Kritharaki

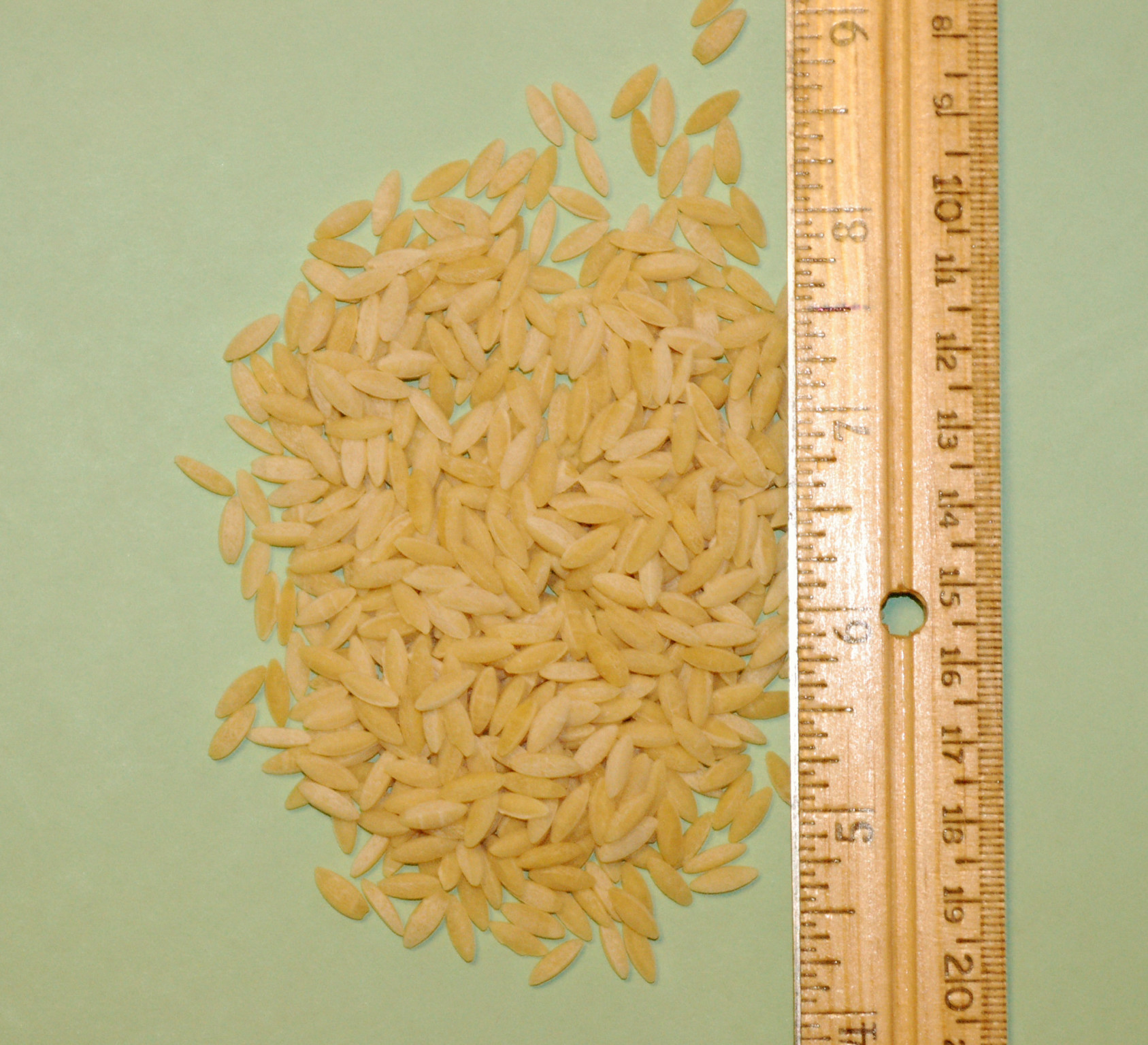
Kritharaki

Kritharaki (griechisch κριθαράκι, türkisch arpa şehriye) sind kleine Nudeln in Getreidekorn- bzw. Reisform, die häufig Verwendung in der griechischen und türkischen Küche finden. Das Wort Kritharaki ist eine Ableitung von den griechischen Begriffen für Weizen-, Gerste- oder Getreidekorn. Im Speziellen ist κριθαράκι (kritharaki) das Diminutiv von κριθάρι (krithari) = Gerste.
Kritharaki sind in der italienischen Küche unter den Pasta-Namen Risi, Risoni oder Orzo bekannt. In den deutschsprachigen Ländern werden sie oft als Griechische Nudeln oder Reisnudeln bezeichnet; sie werden aber nicht aus Reis, sondern aus Hartweizengrieß hergestellt.

## Gerichte
Als Gericht werden Kritharaki meist mit ein wenig Tomatensoße vermischt als Beilage, z. B. für Giouvetsi, angeboten, teilweise auch vermengt mit echtem Reis. Risottoartige Gerichte aus Kritharaki werden als Kritharoto bezeichnet, ein Kofferwort aus Kritharaki und Risotto. Daneben verwendet man Kritharaki auch als Suppeneinlage.

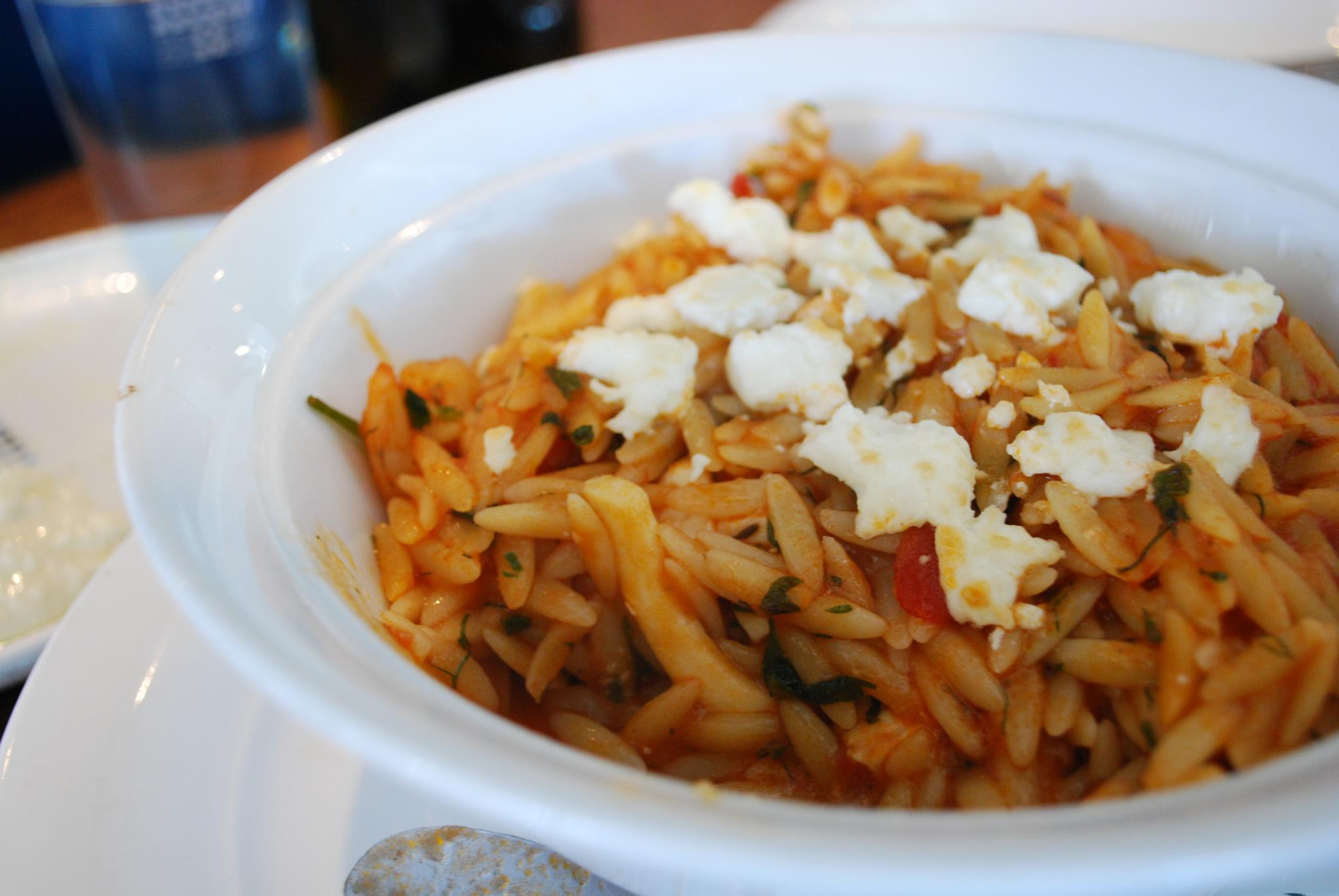
Meeresfrüchteeintopf mit Kritharaki
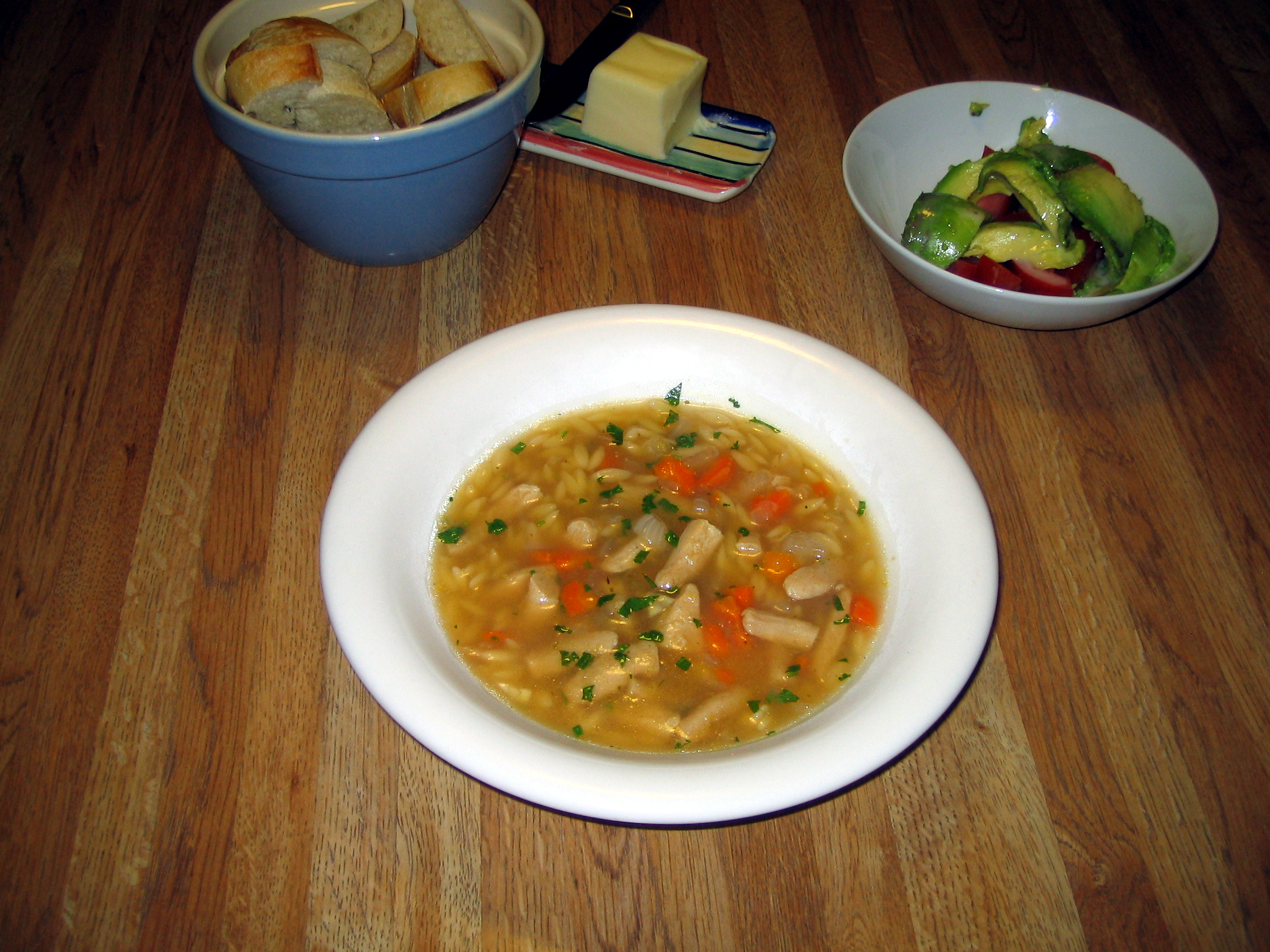
Hühnersuppe mit Kritharaki